# رون فرانكلين (فارس)
رون فرانكلين (بالإنجليزية: Ron Franklin)‏ هو فارس أمريكي، ولد في 20 ديسمبر 1959 في بالتيمور في الولايات المتحدة، وتوفي في 8 مارس 2018 بسبب سرطان الرئة.